# Comitê Olímpico Nacional da Namíbia
O Comitê Olímpico Nacional da Namíbia (em inglês:  Namibian National Olympic Committee) é o Comitê Olímpico Nacional que representa a Namíbia.  Foi criado em 1990 e reconhecido pelo Comitê Olímpico Internacional (COI) em 1992. Seu código do COI é: NAM. A Namíbia fez a sua estreia nos Jogos Olímpicos de Verão de 1992 em Barcelona, onde foi representada por seis atletas.